# Charles Johnson (baseballista)
Charles Edward Johnson, Jr. (ur. 20 lipca 1971 w Fort Pierce) – amerykański baseballista, który występował na pozycji łapacza.
W Major League Baseball zadebiutował w 1994, a karierę zawodniczą zakończył w 2005. W tym czasie cztery razy zdobył Złotą Rękawicę, dwukrotnie zagrał w Meczu Gwiazd i jako zawodnik Florida Marlins wygrał World Series.
Jest jednym z trzech łapaczy w historii ligi (obok Buddy’ego Rosara i Mike’a Matheny'ego), który w przynajmniej 100 meczach z rzędu nie zaliczył błędu.
| Nagroda/wyróżnienie      | Lata                   | Źródło |
| 2× All-Star              | 1997, 2001             | [ 1 ]  |
| 4× Gold Glove Award      | 1995, 1996, 1997, 1998 | [ 1 ]  |
| Zwycięzca w World Series | 1997                   | [ 2 ]  |